# Auterive (Alto Garona)
 Auterive  (en occitano Autariba) es una población y comuna francesa, en la región de Mediodía-Pirineos, departamento de Alto Garona, en el distrito de Muret. Es el chef-lieu y mayor población cantón de Auterive.

## Demografía
| 3133 | 4445 | 5178 | 5436 | 5814 | 6531 |
| Para los censos de 1962 a 1999 la población legal corresponde a la población sin duplicidades (Fuente: INSEE [Consultar]) |      |      |      |      |      |